# Heikki Sysimetsä
Heikki Sysimetsä, född 17 december 1910 i Björneborg, död 12 december 2004 i Helsingfors, var en finländsk arkitekt och ämbetsman.
Sysimetsä blev student 1930 och utexaminerades från Tekniska högskolan i Helsingfors 1940. Han var arkitekt vid försvarsministeriets byggnadsavdelning 1941–1944, vid Valmet Oy 1945–1949, bedrev egen arkitektverksamhet 1949–1954, var planeringchef och byggnadsråd vid Byggnadsstyrelsen 1954–1970 och generaldirektör där 1971–1975. Han tilldelades professors titel 1981.